# Памятник Мустафе Кемалю Ататюрку (Йехуд)
Памятник Мустафе Кемалю Ататюрку, основателю Турецкой Республики, в Йехуде, Израиль. Город является местом компактного проживания ладиноязычных евреев турецкого происхождения.
Установлен перед Ассоциацией друзей (турецко-израильской дружбы) в Йехуд-Моноссон.
Памятник представляет собой бюст Ататюрка, установленный на мраморном основании. В основании памятника под надписями «Мустафа Кемаль Ататюрк» и «1881-1938» приведены его знаменитые слова «Мир в стране, мир в мире» (тур. Yurtta sulh, cihanda sulh). Под ним написано: «Великий лидер Мустафа Кемаль Ататюрк, вся турецкая нация и народ Израиля, которые любят Турцию, будут вам бесконечно благодарны. ДРУГ» (тур. Ulu Önder Mustafa Kemal Atatürk, Bütün Türk Milleti ve Türkiye’yi seven İsrail halkı sana ebediyen minnettar kalacaktır. ARKADAŞ).
Открыт 2 ноября 2007 года при участии Намика Тана, посла Турции в Тель-Авиве.